# 高橋辰輔
高橋 辰輔（たかはし たつすけ）は日本の実業家。箱根登山鉄道元代表取締役社長。

## 略歴
1962年（昭和37年）法政大学法学部卒、1965年箱根登山鉄道入社。1993年取締役、1997年常務、2001年専務、2002年6月代表取締役社長。神奈川県出身。

## 参考
- 共通乗車カードシステム　代表取締役社長